# Bryan Cabezas
 Bryan Alfredo Cabezas Segura  (Quevedo, Ecuador; 20 de marzo de 1997) es un futbolista ecuatoriano. Juega de centrocampista y su equipo actual es F. C. Universitario de la Primera División de Bolivia.

## Trayectoria
Se inició en el Club Segundo Hoyos Jácome, en 2010 pasa al club Norte América. 

### Independiente del Valle
En 2011 es contratado por el Independiente del Valle donde jugó en las categorías sub-14, sub-16, sub-18 y reserva.
En 2013 el director técnico Pablo Repetto le dio la oportunidad de debutar en un partido contra el Emelec donde se repartieron los puntos. En 2015 debuta en la Copa Libertadores de América en la repesca contra Estudiantes de La Plata donde su equipo se ganó 1-0 de local y perdió 4-0 de visitante quedando así eliminado. En la Copa Libertadores 2016 destaca con una tremenda actuación en los octavos de final frente al Club Atlético River Plate y en semifinales frente al Club Atlético Boca Juniors de Argentina. Al final de la temporada es traspasado a la Serie A de Italia dejando en Independiente del Valle un registro de 7 goles en 84 partidos.

### Atalanta
Después de la final de la Copa Libertadores contra Atlético Nacional, es fichado por Atalanta de la Serie A de Italia, por sus buenas actuaciones por la banda izquierda.

### Panathinaikos F. C.
Al no tener continuidad con el Atalanta, a mediados de 2017 ficha a préstamo por el Panathinaikos Fútbol Club de la Superliga de Grecia. Disputaría un total de 14 partidos marcando un gol por la Superliga de Grecia y dos goles por la Liga Europa de la UEFA.

### Avellino
A inicios de 2018 es cedido al Avellino de la Serie B de Italia.

### Sarmiento
El 12 de julio de 2024 retoma la actividad profesional al firmar hasta diciembre de 2025 con Sarmiento de Junín de Argentina.

## Selecciones nacionales
Con la selección de fútbol sub-20 de Ecuador disputó en 2017 el Campeonato Sudamericano Sub-20 y el Mundial Sub-20 en Corea del Sur, anotando cinco y dos goles respectivamente.

### Categorías inferiores
Jugó los 9 partidos y marcó un total de 5 goles, de los cuales se destaca un gol a Argentina y un doblete a Colombia en las rondas finales.

#### Participaciones en Sudamericanos
| Campeonato                  | Sede      | Resultado    | Partidos | Goles |
| --------------------------- | --------- | ------------ | -------- | ----- |
| Sudamericano Sub-17 de 2013 | Argentina | Primera fase | 3        | 0     |
| Sudamericano Sub-20 de 2017 | Ecuador   | Subcampeón   | 9        | 5     |

#### Participaciones en Copas del Mundo
| Campeonato                  | Sede          | Resultado      | Partidos | Goles |
| --------------------------- | ------------- | -------------- | -------- | ----- |
| Copa Mundial Sub-20 de 2017 | Corea del Sur | Fase de grupos | 3        | 2     |

### Partidos internacionales
Actualizado al último partido disputado el 22 de febrero de 2017.
| \| N.° \| Fecha \| Ciudad \| Rival \| Resultado \| Resultado \| Competencia \| \| --- \| --------------------- \| --------- \| -------- \| --------- \| --------- \| ----------- \| \| 1. \| 22 de febrero de 2017 \| Guayaquil \| Honduras \| 3-1 \| Victoria \| Amistoso \| |                       |           |          |           |           |             |
| N.° | Fecha                 | Ciudad    | Rival    | Resultado | Resultado | Competencia |
| 1. | 22 de febrero de 2017 | Guayaquil | Honduras | 3-1       | Victoria  | Amistoso    |

## Clubes
Actualizado al último partido disputado el 31 de octubre de 2024.
| Club                         | País          | Año           | Partidos | Goles |
| ---------------------------- | ------------- | ------------- | -------- | ----- |
| Independiente del Valle      | Ecuador       | 2012-2016     | 85       | 7     |
| Atalanta B. C.               | Italia        | 2016-2017     | 2        | 0     |
| Panathinaikos F. C. (cedido) | Grecia        | 2017          | 14       | 2     |
| U. S. Avellino 1912 (cedido) | Italia        | 2018          | 7        | 0     |
| Fluminense F. C. (cedido)    | Brasil        | 2018          | 5        | 0     |
| C. S. Emelec (cedido)        | Ecuador       | 2019-2021     | 70       | 3     |
| Kocaelispor (cedido)         | Turquía       | 2021          | 5        | 0     |
| Sarmiento (J)                | Argentina     | 2024-2025     | 3        | 0     |
| Amazonas F. C.               | Brasil        | 2025          | 0        | 0     |
| F. C. Universitario          | Bolivia       | 2025-act.     |          |       |
| Total carrera                | Total carrera | Total carrera | 191      | 12    |